# William Smellie
William Smellie (Lanark, 5 febbraio 1697 – Lanark, 5 marzo 1763) è stato un ginecologo scozzese.

## Biografia
Divenne membro della facoltà di medicina e chirurgia di Glasgow nel 1733 e nel 1739 decise di recarsi a Londra unicamente per accrescere la sua esperienza pratica di ostetricia. Nel 1741 iniziò una serie di corsi teorico-pratici sulla professione di levatrice, cominciandoli con dimostrazioni cliniche sulle pazienti, quando si trasferì a Wardour Street. Nel 1745, poco dopo l'inizio dei suoi corsi, ottenne la laurea in medicina Glasgow. 

## Opere

A sett of anatomical tables, 1754

- Treatise on the theory and practice of midwifery, 1752–64, in 3 voll. Il primo riassume la sua esperienza in ostetricia, mentre gli altri due comprendono la documentazione dei casi.
- A Sett of anatomical tables, with explanations, and an abridgement, of the practice of midwifery, London, 1754. Con 39 incisioni in folio.